# شعاع کووالانسی
الگو:شعاع اتانی
در حقیقت شعاع کووالانسی همان شعاع اتمی است.
برای اندازه‌گیری شعاع اتم، اندازه‌گیری فاصله بین هسته‌های دو اتم که باهم پیوند کووالانسی تشکیل داده‌اند امکان‌پذیر می‌باشد. با تقسیم کردن طول پیوند بر عدد ۲، شعاع اتمی که شعاع کووالانسی هم نامیده می‌شود بدست می‌آید.

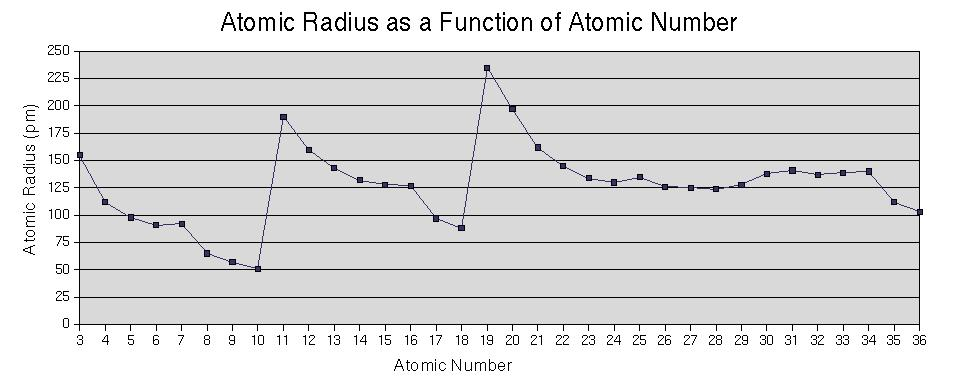
تغییرات شعاع اتمی بر اساس افزایش عدد اتمی.

## طریقه اندازه‌گیری
با تقسیم طول پیوند بر عدد ۲، شعاع کووالانسی بدست می‌آید.